# مثلث کادمن

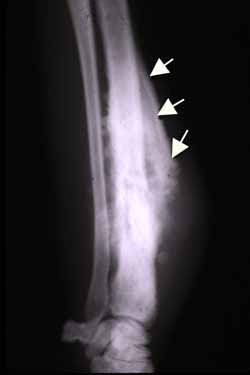
مثلث کادمن

مثلث کادمن (انگلیسی: Codman triangle) یک ناحیهٔ مثلثی‌شکل تحت پریوست است و هنگامی ایجاد می‌شود که یک ضایعه - غالباً یک تومور - پریوست استخوان را از آن جدا می‌کند. مثلث کادمن در واقع یک مثلث کامل نیست. در عوض، اغلب در یافته‌های رادیوگرافی یک شبه‌مثلث است، با استخوان‌بندی روی استخوان اصلی و یک ضلع اضافی مثلث، که یک مثلث دو طرفه با یک ضلع باز را تشکیل می‌دهد. دلیل اصلی ایجاد این یافتهٔ پزشکی تومورهای استئوسارکوم، سارکوم یوئینگ، یومایسیتوم یا آبسهٔ تحتِ پریوست است. مثلث کادمن نامش را از ارنست اَموری کادمن می‌گیرد.